# 白鳥中継局
白鳥中継局（しろとりちゅうけいきょく）は、岐阜県郡上市にある中継局。

## 中継局概要

### デジタルテレビ
| リモコン キーID | 放送局名                              | 物理 チャンネル | 空中線電力 | ERP  | 放送対象 地域 | 放送区域 内世帯数 | 偏波面   |
| --------------- | ------------------------------------- | --------------- | ---------- | ---- | ------------- | ----------------- | -------- |
| 1               | THK 東海テレビ放送                    | 21ch            | 1W         | 3.2W | 中京広域圏    | 約3,820世帯       | 水平偏波 |
| 2               | NHK 名古屋教育                        | 13ch            | 1W         | 3.2W | 全国          | 約3,820世帯       | 水平偏波 |
| 3               | NHK 岐阜総合                          | 24ch            | 1W         | 3.2W | 岐阜県        | 約3,820世帯       | 水平偏波 |
| 4               | CTV 中京テレビ放送                    | 19ch            | 1W         | 3.2W | 中京広域圏    | 約3,820世帯       | 水平偏波 |
| 5               | CBCテレビ                             | 18ch            | 1W         | 3.2W | 中京広域圏    | 約3,820世帯       | 水平偏波 |
| 6               | NBN 名古屋テレビ放送 愛称「メ〜テレ」 | 22ch            | 1W         | 3.2W | 中京広域圏    | 約3,820世帯       | 水平偏波 |
| 8               | GBS 岐阜放送 愛称「ぎふチャン」       | 32ch            | 1W         | 3.2W | 岐阜県        | 約3,820世帯       | 水平偏波 |

### AMラジオ
| 周波数  | 放送局名      | コールサイン | 空中線電力 | 放送対象 地域 | 放送区域 内世帯数 |
| ------- | ------------- | ------------ | ---------- | ------------- | ----------------- |
| 1161kHz | NHK 名古屋第1 | なし         | 100W       | 中京広域圏    | 約-世帯           |

## 廃止された局の概要

### アナログテレビ
| チャンネル | 放送局名                        | 空中線電力        | ERP                | 放送対象 地域 | 放送区域 内世帯数 | 偏波面   | 放送終了日     |
| ---------- | ------------------------------- | ----------------- | ------------------ | ------------- | ----------------- | -------- | -------------- |
| 47ch       | GBS 岐阜放送 愛称「ぎふチャン」 | 映像10W/ 音声2.5W | 映像46W/ 音声11.5W | 岐阜県        | 3,012世帯         | 水平偏波 | 2011年 7月24日 |
| 49ch       | NHK 岐阜総合                    | 映像10W/ 音声2.5W | 映像49W/ 音声12W   | 岐阜県        | 3,012世帯         | 水平偏波 | 2011年 7月24日 |
| 51ch       | NHK 名古屋教育                  | 映像10W/ 音声2.5W | 映像49W/ 音声12W   | 全国          | 3,012世帯         | 水平偏波 | 2011年 7月24日 |
| 53ch       | CTV 中京テレビ放送              | 映像10W/ 音声2.5W | 映像46W/ 音声11.5W | 中京広域圏    | 3,012世帯         | 水平偏波 | 2011年 7月24日 |

## 所在地

### デジタル・アナログテレビ
- 郡上市白鳥町越佐字上ノ洞753-32 「越佐山」[1]。

### AMラジオ
- 郡上市白鳥町中津屋 「関西電力大島保線所」

## 放送エリア

### デジタルテレビ
- 郡上市の一部、約3,820世帯[2]。

### アナログテレビ
- 郡上市の一部（旧・郡上郡白鳥町・高鷲村の各一部）をカバーしていた。

### AMラジオ
- 郡上市の一部（旧・郡上郡白鳥町・高鷲村域）と大野郡白川村中心部。

## 歴史
下記に記載していない局については、開局時期は不明。

### デジタルテレビ
- 2009年10月15日 予備免許交付
- 2009年10月20日 試験放送開始
- 2009年12月25日 免許交付[3]
- 2009年12月25日 放送開始

### アナログテレビ
- 1966年8月頃 NHK白鳥テレビジョン中継放送所（NHK名古屋総合・教育）が開局。
- 1973年2月17日 NHK岐阜放送局開局に伴い、総合テレビジョンの放送内容が、名古屋局から岐阜局に移行。
- 1985年3月27日 GBS岐阜放送・白鳥テレビジョン放送局が開局。
- 2011年7月24日 全局廃局となった。

### AMラジオ
- 1957年8月9日 NHK白鳥送配電線放送実験局（コールサイン：JO3E・周波数：1160kc・出力：50W）が開局。
- 1961年 NHK白鳥送配電線放送実験局のコールサインを「JO3AA」に変更。
- 1964年2月1日 NHK白鳥送配電線放送実験局が実用化され、NHK白鳥ラジオ中継放送所（ラジオ第1）が開局（コールサインは廃止）。
- 1978年11月23日 周波数を1161kHzに変更。

## その他

### デジタルテレビ
- CBC中部日本放送・THK東海テレビ放送・NBN名古屋テレビ放送（メ～テレ）はデジタル新局として開局。

### アナログテレビ
- CBC中部日本放送・THK東海テレビ放送・NBN名古屋テレビ放送の中継局は設置されていないため、郡上八幡中継局の電波を受信していた。

### FMラジオ
- NHK岐阜FM放送・エフエム岐阜（FM GIFU）は、いずれも郡上八幡中継局のエリアとなっている。

### AMラジオ
- 関西電力大島保線所の送電線を用いた「送電線放送」にて送信している。そのため、当該送電線の通る、ひるがの高原および白川村中心部もカバーしている。

### 正式な中継局名
判明しているもののみ、記載する。
- NHK-TV：白鳥テレビジョン中継放送所
- CTV：白鳥放送局
- GBS-TV：白鳥テレビジョン放送局
- NHK第1：白鳥ラジオ中継放送所